# Jaeden Martell
Jaeden Wesley Lieberher, noto come Jaeden Martell (Filadelfia, 4 gennaio 2003), è un attore statunitense.

## Biografia
Jaeden Martell, precedentemente noto come Jaeden Lieberher, è nato a Filadelfia, in Pennsylvania, nel 2003, figlio di Angela Martell e dello chef Wes Lieberher. Nel 2011, all'età di 8 anni, si trasferisce a Los Angeles assieme a suo fratello Sydney, iniziando a recitare in diverse pubblicità commerciali prima di approdare al cinema nel 2014 in un piccolo ruolo in Playing It Cool. Nel 2014 ottiene il suo primo ruolo da protagonista nel film St. Vincent, mentre nel 2016 interpreta il ruolo di Henry Carpenter nel film Il libro di Henry di Colin Trevorrow.
Nel 2017 recita il ruolo di Bill nel film It diretto da Andy Muschietti, adattamento dell'omonimo romanzo di Stephen King, mentre nel 2019 recita in ben quattro pellicole: il sequel dell'horror del 2017 It, It - Capitolo due, Cena con delitto - Knives Out di Rian Johnson, The Lodge diretto da Veronika Franz e Severin Fiala e in Low Tide di Kevin McMullin. Ad aprile 2020 debutta su Apple TV+ la miniserie televisiva In difesa di Jacob, dove recita al fianco di Chris Evans.
Nel 2022 è il protagonista di Metal Lords, prodotto e distribuito da Netflix.

## Filmografia

### Cinema
- Grief, regia di George Bessudo - cortometraggio (2013)
- St. Vincent, regia di Theodore Melfi (2014)
- Playing It Cool, regia di Justin Reardon (2014)
- Sotto il cielo delle Hawaii (Aloha), regia di Cameron Crowe (2015)
- Midnight Special - Fuga nella notte (Midnight Special), regia di Jeff Nichols (2016)
- The Confirmation, regia di Bob Nelson (2016)
- Framed: The Adventures of Zion Man, regia di Brenda Lee Lau - cortometraggio (2016)
- Il libro di Henry (The Book of Henry), regia di Colin Trevorrow (2017)
- It, regia di Andy Muschietti (2017)
- The Lodge, regia di Veronika Franz e Severin Fiala (2019)
- It - Capitolo due (It: Chapter Two), regia di Andy Muschietti (2019)
- Cena con delitto - Knives Out (Knives Out), regia di Rian Johnson (2019)
- Low Tide, regia di Kevin McMullin (2019)
- Metal Lords, regia di Peter Sollett (2022)
- Mr. Harrigan's Phone, regia di John Lee Hancock (2022)
- Y2K, regia di Kyle Mooney (2024)
- Arcadian, regia di Ben Brewer (2024)

### Televisione
- Masters of Sex – serie TV, 11 episodi (2015-2016)
- In difesa di Jacob (Defending Jacob) – miniserie TV, 8 episodi (2020)
- Calls – miniserie TV (2021)
- Barry – serie TV, episodio 4x08 (2023)

## Doppiatori italiani
Nelle versioni in italiano delle opere in cui ha recitato, Jaeden Martell è stato doppiato da:
- Tommaso Di Giacomo in It, It - Capitolo due, The Lodge
- Gabriele Caprio in St. Vincent, Midnight Special - Fuga nella notte
- Lorenzo D'Agata in Sotto il cielo delle Hawaii, Il libro di Henry
- Giulio Bartolomei in Mr. Harrigan's Phone, Metal Lords
- Alex Polidori in Cena con Delitto - Knives Out
- Tito Marteddu in In difesa di Jacob
- Mattia Moresco in Barry
- Mattia Billi in Arcadian
- Riccardo Suarez in Y2K: La rivolta digitale